# Emiliana Concha de Ossa

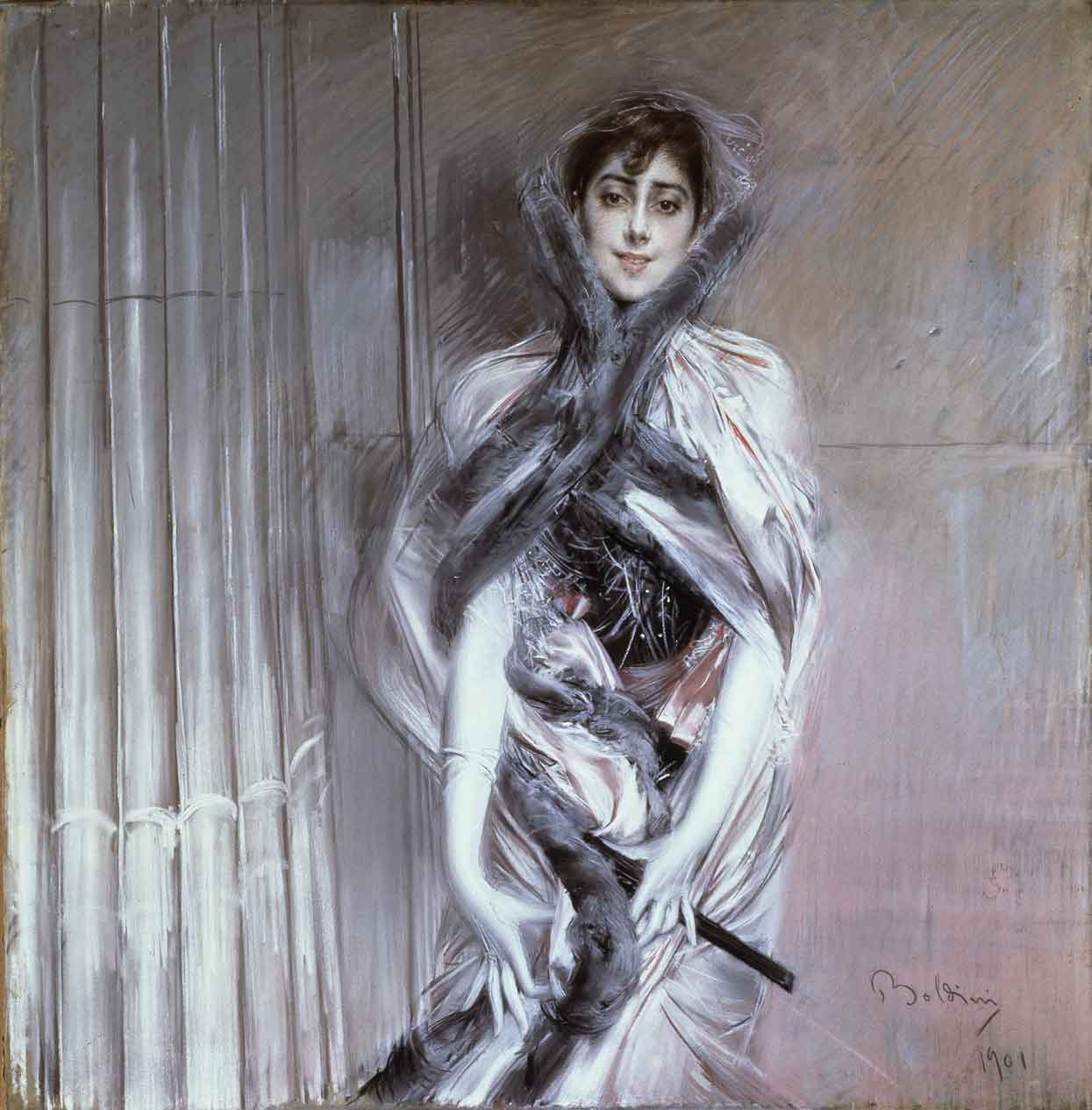
Giovanni Boldini: Emiliana Concha de Ossa, Öl auf Leinwand, 1901

Emiliana Concha de Ossa (* 21. Februar 1862 in Valparaíso; † 15. Oktober 1905 in Lausanne) war eine südamerikanische Erbin – welche als Künstlermodell und Muse des ausgehenden 19. Jahrhunderts Bekanntheit erlangte.

## Leben
Emiliana Concha de Ossa stammte aus einer wohlhabenden Kaufmannsfamilie und war die Nichte des kubanischen Diplomaten Luis Subercaseuse. Emiliana wuchs in Paris auf, wo sie eine umfassende Ausbildung erhielt. Sie sprach mehrere Fremdsprachen und zeigte früh ein künstlerisches Interesse. Ihre ersten Zeichenstunden erhielt sie bei dem bekannten Porträtmaler Giovanni Boldini und wurde dessen bevorzugtes Modell und seine Muse.
Emiliana Concha de Ossa starb an den Folgen einer Lungenentzündung in einem Schweizer Sanatorium.

## Porträts von Giovanni Boldini

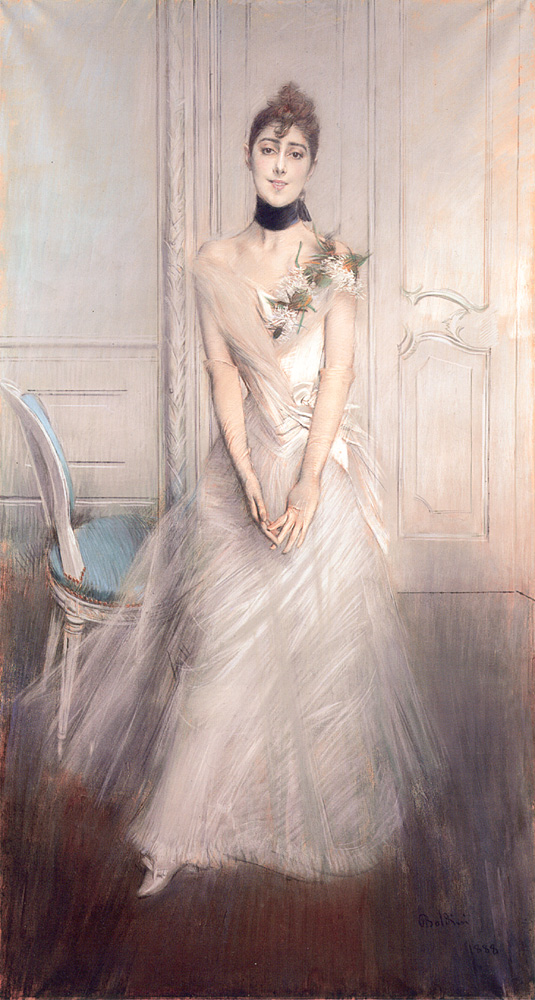
Emiliana, 1888
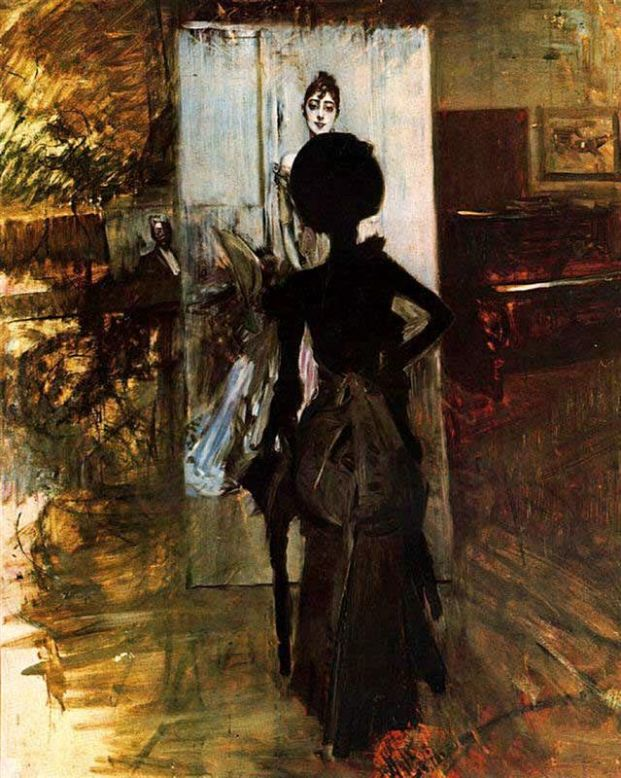
Emiliana betrachtet ihr Porträt, 1888
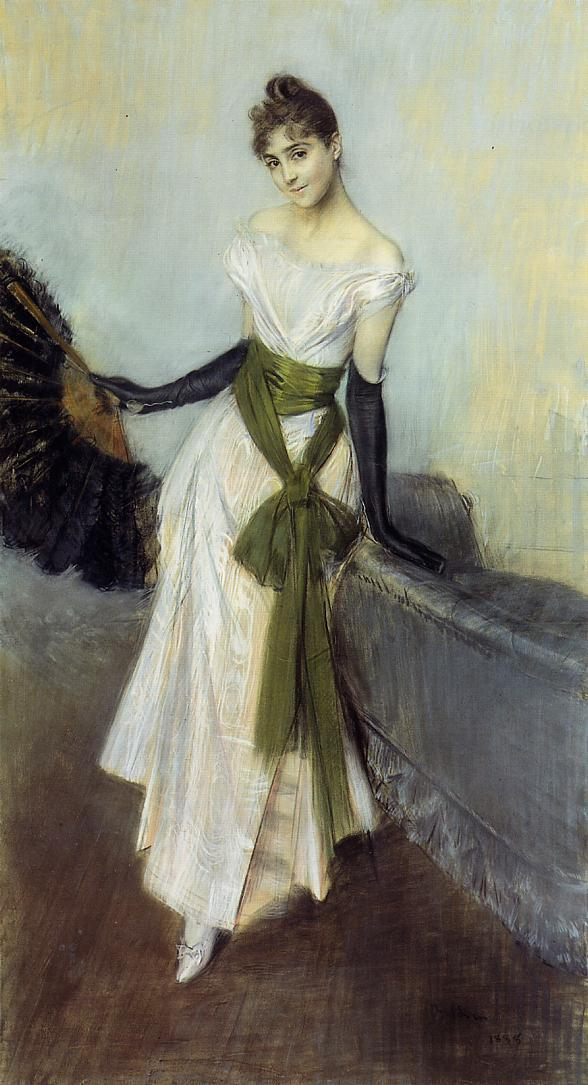
Schwester von Emiliana mit Fächer, 1888